# Bi+

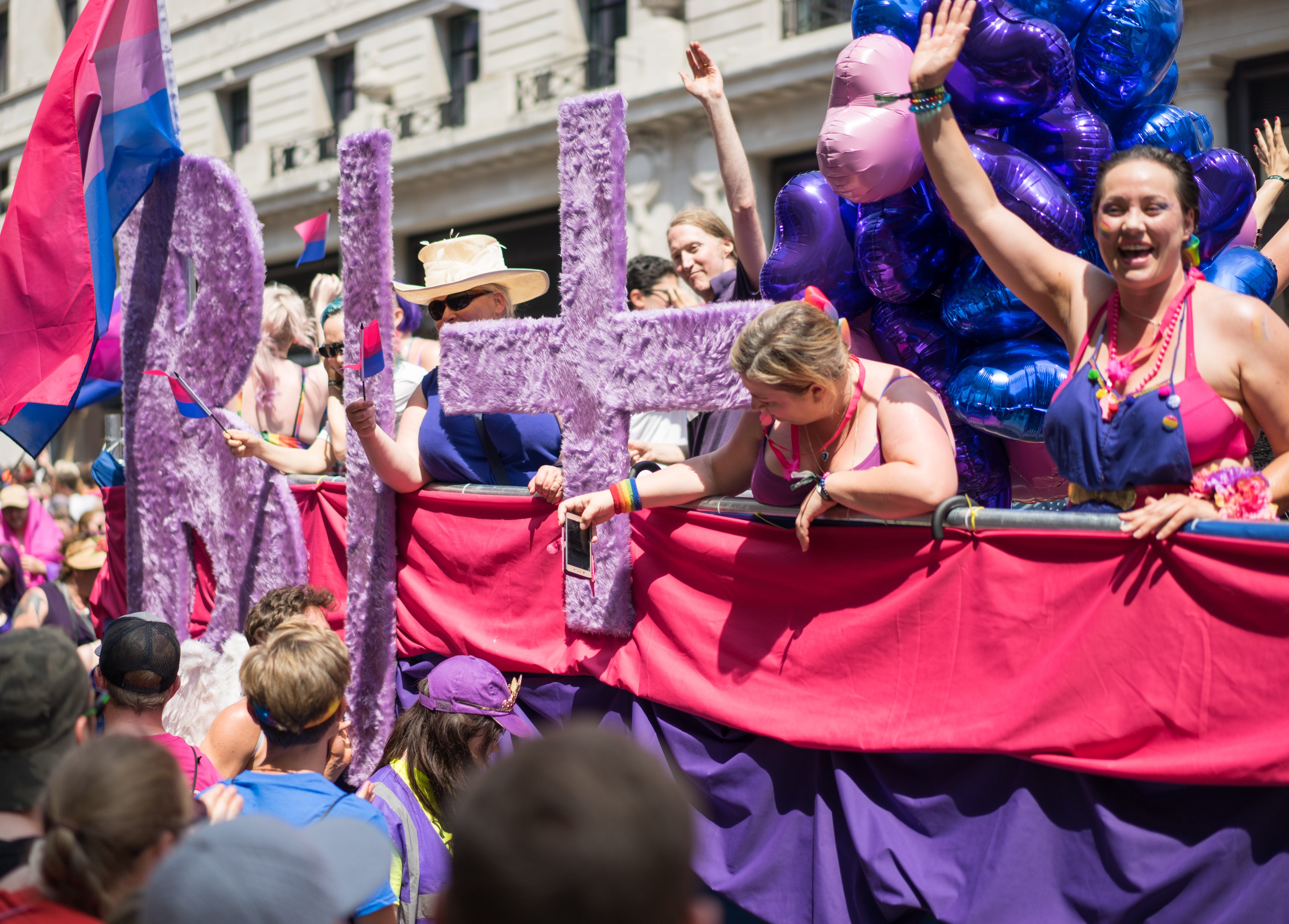
Bi+-wagen met biseksualiteitvlaggen op de Pride van Londen, 2018

Bi+ is een overkoepelende term voor alle mensen met een seksuele oriëntatie gericht op meer dan één gender. Zij worden bi+ mensen of bi+ personen genoemd. Bi+ mensen en bi+ personen wordt gangbaar zonder koppelteken geschreven, overeenkomstig met de schrijfwijze van de nationale belangenorganisatie Bi+ Nederland en verschillende kennisinstituten als Movisie en Rutgers.
Bi+ is breder dan biseksueel, omdat niet alle bi+ mensen zich biseksueel noemen. Labels die bi+ mensen gebruiken zijn onder andere biseksueel, panseksueel, queer of fluïde. In een nationale enquête noemt 60% van de bi+ respondenten zich biseksueel, ongeveer 17% noemt zich panseksueel en nog eens 17% gebruikt het label queer. Daarnaast benoemt 16% hun bi+ oriëntatie niet, bijvoorbeeld omdat ze hokjes te beperkend vinden. Naast verschil in zelfbenoeming is er veel diversiteit in hoe bi+ mensen seksuele aantrekking en romantische aantrekking kunnen ervaren, met wie ze seks en relaties hebben en hoe ze een relatie willen vormgeven.
Uit de Gezondheidsenquête 2017 van het Sociaal Cultuur Planbureau blijkt dat 5% van de mannen en 9% van de vrouwen zich aangetrokken voelt tot meer dan één geslacht. Op basis van een bevolking van ongeveer 15 miljoen mensen boven de 15 jaar oud zou dat gaan om net iets minder dan 375.000 mannen en ongeveer 675.000 vrouwen in Nederland die onder de bi+ paraplu vallen. Aantrekking en zelfbenoeming overlapt slechts bij een deel van deze groep. Veel mensen met een bi+ oriëntatie noemen zich niet bi+, biseksueel of panseksueel. Zo noemt een deel zich bijvoorbeeld heteroseksueel of homo/lesbisch. Dit heeft bijvoorbeeld te maken met dat mensen bang zijn dat anderen het niet 'bi genoeg' vinden of omdat jezelf bi noemen geseksualiseerde reacties kan oproepen.
In 2021 voerden kenniscentrum Rutgers en de Rijksuniversiteit Groningen een onderzoek uit naar de monoseksuele norm en het welzijn van bi+ personen in Nederland, welke als inbreng diende voor het vormgeven van het Emancipatiebeleid van het ministerie van Onderwijs, Cultuur en Wetenschap onder kabinet Rutte IV. Met 'monoseksuele norm' wordt geduid op de overtuiging en verwachting dat seksuele oriëntaties zijn gericht op één gender. Hetero- en homoseksuele en lesbische mensen zijn dus monoseksueel. Bi+ mensen vallen buiten deze monoseksuele norm, waardoor zij discriminatie ervaren en hun seksuele oriëntatie niet altijd serieus wordt genomen door anderen. Zo zou 81% van de bi+ mensen in Nederland willen dat hun seksuele oriëntatie serieuzer wordt genomen en maakte 58% van de bi+ mensen in Nederland mee dat anderen het bestaan van hun seksuele oriëntatie ontkenden.